# びるたす
びるたす（Virtus）は、東日本フェリーが運航していたフェリー。

## 概要
三菱重工業下関造船所で建造され、1991年に就航した。
室蘭 - 八戸、室蘭 - 青森、苫小牧 - 八戸航路などに就航、2006年4月に引退した。
その後、海外売船され、韓国の韓一高速（Han Il Express）でHanil Carferry No.1として、莞島 - 済州島航路に就航していた。
現在はインドネシアに売却され、AMADEAとして就航中。

## 設計
船尾と船首右舷にランプウェイを装備する。

## 船内

### 船室
- 特等洋室（2名×3室）
- 1等洋室（4名×20室）
- 2等寝台（30名）
- 2等和室（604名）
- ドライバーズルーム（80名）

### 設備
パブリックスペース
- 案内所
- エントランス

供食・物販設備
- レストラン
- 売店
- 自動販売機

入浴設備
- 浴室

## 事故・インシデント
2000年1月11日、13時5分ごろ、八戸港から室蘭港へ向かっていた本船は、室蘭港へ入港する際、南外防波堤灯台の西0.3海里の地点に敷設されていた室蘭港口灯浮標に衝突した。衝突により、本船は右舷前部に擦過傷および右舷プロペラに曲損に曲損を生じ、灯浮標は損壊した。事故発生当時、天候は雪で風力6の西北西の風が吹いており、降雪により視程が約200メートルに悪化していた。事故原因は、強風下の室蘭港に入航する際、針路の選定が不適切で、灯浮標に向け圧流されたこととされた。